# Telenowele
Telenowele – trzeci i ostatni singel z czwartego albumu studyjnego Krzysztofa "C.A.S.Y." Kasowskiego pt. Maczo?. Zawiera utwór Telenowele i jego remiks, oraz utwór Chcę wrócić tu i drugi remiks utworu Maczo.

## Lista utworów
Opracowano na podstawie materiału źródłowego
1. Telenowele (wersja radiowa) – 3:14
2. Telenowele (wersja albumowa) – 4:06
3. Chcę wrócić tu – 3:17
4. Maczo (Drama-Mix) – 3:03

Łączny czas: 13:40

## Twórcy
- Krzysztof Kasowski – śpiew, muzyka, teksty, producent
- Jesus Estrada Guzman, Gabriel Hernandez Rizo i Alejandro Becerra Avalos (Los Amigos) – śpiew
- Grzegorz "Olo" Detka – inżynier dźwięku
- Jacek Gawłowski – mastering i miksowanie
- Ewa Dudelewicz – zdjęcia na okładce